# Glenn T. Seaborg
Glenn Theodore Seaborg (Ishpeming, Míchigan, 19 de abril de 1912-Lafayette, California, 25 de febrero de 1999) fue un químico atómico y nuclear estadounidense que obtuvo el Premio Nobel de Química en 1951 por sus «descubrimientos en la química de los elementos transuránicos». Es recordado sobre todo por el descubrimiento y aislamiento de diez elementos químicos, por el desarrollo del concepto de elemento actínido y por ser el primero en proponer la serie actínida, que fijó la disposición actual de la tabla periódica de los elementos.

## Biografía
Seaborg nació en Ishpeming, Míchigan, de padres suecos: Herman Theodore (Ted) y Selma Olivia Erickson Seaborg. Tuvo sólo una hermana, Jeanette. Cuando Glenn Seaborg era niño, la familia se trasladó a Home Gardens, posteriormente anexada a la ciudad de South Gate, California, un suburbio de Los Ángeles. Llevó un diario con sus actividades desde 1927 hasta que en 1989 sufrió un infarto. De joven le fascinaban los deportes y el cine. Su interés por la ciencia no surgió hasta que conoció a un profesor de física y química que le inspiró (el nombre es Dwight Logan Reid, profesor en el David Starr Jordan High School en Watts, Los Ángeles, California).
Se graduó en Jordan en 1929, fue el primero de su clase y se graduó en química por la Universidad de California en 1934. En UCLA fue invitado por un profesor alemán para que se entrevistara con Albert Einstein, experiencia que tuvo un profundo impacto en Seaborg. Seaborg trabajó durante esos años como empaquetador de frutas y asistente de laboratorio.
Estudió su doctorado en química en 1937 en la Universidad de California, Berkeley, y su tesis doctoral versó sobre la dispersión inelástica de los neutrones (fue allí donde acuñó el término espalación nuclear. Fue miembro de la fraternidad profesional de química Alpha Chi Sigma. Como estudiante graduado en la década de 1920, Seaborg desarrolló investigaciones en wet chemistry con la ayuda de su asesor, Gilbert Newton Lewis, y junto a él publicó tres artículos sobre la teoría de los ácidos y bases. Seaborg estudió con detalle el texto Applied Radiochemistry (Radioquímica aplicada), de Otto Hahn, del Instituto Kaiser Guillermo para la Química en Berlín, con el que profundizó su interés por la física nuclear. Durante varios años, Seaborg condujo importantes investigaciones sobre radioactividad artificial empleando el ciclotrón de los laboratorios Lawrence de Berkeley. Allí comenzó a conocer la fisión nuclear Seaborg empezó por aquellos años a ser experto en ciencia nuclear y esto llamó la atención de Robert Oppenheimer. Oppenheimer tenía la reputación de proporcionar largas respuestas, a menudo profundas y bastante prolongadas sin que se hubiera acabado la pregunta por parte del interlocutor. Por el contrario, Seaborg adquirió la costumbre de hacer preguntas de formulación rápida, planteadas a veces de forma velada, lo que le granjeó reputación de persona sucinta.

## Trayectoria
Seaborg permaneció en la Universidad de California, Berkeley, para terminar su investigación de postdoctorado y continuó con el trabajo de Frederick Soddy sobre las investigaciones de los isótopos y contribuyó al descubrimiento de más de 100 isótopos de diferentes elementos. Empleando uno de los ciclotrones de su profesor, John Livingood Lawrence, Fred Fairbrother y Seaborg crearon en 1937 un nuevo isótopo del hierro, el hierro-59, que fue útil en los estudios de la hemoglobina en la sangre humana. En 1938, Livingood y Seaborg colaboraron para crear un importante isótopo del yodo, el yodo-131, que todavía se emplea hoy en día para el tratamiento de la tiroides. Muchos años después esta contribución hizo que se pudiera prolongar la vida de su madre. Como resultado de estas y otras contribuciones, Seaborg fue aclamado como pionero en las aplicaciones de medicina nuclear, además de ser uno de los más prolíficos descubridores de isótopos.
En el año 1939 empezó a ser instructor en química en la UC Berkeley, y fue ascendido a profesor asistente en 1941 y profesor en 1945. El físico de la UC Berkeley Edwin McMillan dirigió el equipo que descubrió el elemento 93, neptunio, en 1940. En noviembre de 1940, McMillan abandonó Berkeley temporalmente para asistir con urgencia a la investigación en la tecnología del radar. Como Seaborg y sus colegas habían perfeccionado los métodos de McMillan de oxidación-reducción para aislar el neptunio, Seaborg le solicitó a McMillan continuar con la colaboración de investigación en el elemento 94. McMillan aceptó. Seaborg fue el primero en elaborar un informe con la emisión alfa era proporcional sólo a una fracción del elemento 93 (neptunio), en observación. La primera hipótesis de esta emisión era la contaminación de las muestras con uranio. Pero un análisis más detallado de las emisiones de partículas alfa mostró la existencia del elemento 94. En febrero de 1941, Seaborg y sus colaboradores Arthur C. Wahl y Joseph W. Kennedy descubrieron y aislaron dicho elemento de número atómico 94. El elemento químico 94, que posteriormente fue denominado plutonio, cambiaría la historia de la humanidad por su papel en la guerra nuclear. El plutonio es relativamente estable, pero decae rápidamente mediante la emisión de partículas alfa en neptunio. En el mismo año en el que produjo plutonio, en 1941, descubrió el isótopo U235, también de enorme importancia en la tecnología nuclear. En 1980 transmutó plomo en oro, aunque el oro resultante apenas dura unos segundos por su inestabilidad atómica y la cantidad obtenida es tan microscópica que hace impensable su rentabilidad.

## Logros
Theodore Seaborg pasó la mayor parte de su carrera como profesor e investigador científico en la Universidad de California, Berkeley, como profesor adjunto. Seaborg fue consejero científico sobre energía nuclear de diez presidentes desde Truman hasta Clinton, además de Presidente de la Comisión Americana para la Energía Atómica desde 1961 hasta 1971, puesto en el que impulsó el uso comercial y pacífico de la energía nuclear. Fue un convencido defensor del control de armamentos. En esa tesitura, fue uno de los firmantes del Informe Franck y contribuyó a la firma del tratado que prohibía de forma limitada la prueba de bombas atómicas, y del correspondiente tratado exhaustivo. Seaborg fue muy conocido por su dedicación a la enseñanza de la ciencia y a la investigación. Fue uno de los colaboradores del informe A Nation at Risk (Una nación en riesgo, en español). Durante la presidencia de Ronald Reagan formó parte de la Comisión Nacional de Excelencia en la Educación, y fue el principal autor del Informe Seaborg sobre la Ciencia Académica, elaborado en los últimos días de la administración de Eisenhower.
Seaborg fue uno de los principales codescubridores de diez elementos químicos: plutonio, americio, curio, berkelio, californio, einstenio, fermio, mendelevio, nobelio y el elemento 106, cuyo nombre es seaborgio en su honor, distinición que logró en vida. Desarrolló más de un centenar de isótopos atómicos, y se le concede el crédito de haber realizado una contribución importante a la separación del isótopo de uranio usado en la bomba de Hiroshima. Posteriormente hizo descubrimientos en el área de medicina nuclear, desarrollando sistemas para la detección de tumores, siendo uno de los más notables el iodo 131, empleado en el tratamiento de las enfermedades de la tiroides. Se deben tener en cuenta además sus trabajos teóricos en el desarrollo del concepto de los actínidos que forman parte de las series actínidas, así como de las lantánidas, en la tabla periódica. Seaborg propuso la ubicación que en la actualidad conocemos en las series transactínidos y superactínidos.
Tras compartir en 1951 el Premio Nobel de Química con Edwin McMillan, recibió aproximadamente 50 doctorados honorarios y muchísimos otros honores. Fue galardonado en 1979 con la medalla Priestley, concedida por la American Chemical Society.
Los epónimos dedicados a Seaborg son también numerosos: desde elementos atómicos hasta asteroides. Seaborg fue autor de una gran cantidad de artículos, habiendo participado en la elaboración de más de 50 libros. Su lista de publicaciones mantiene el récord de entradas en Who's Who.